# John Bryant
Pour les articles homonymes, voir John Bryant (acteur) et Bryant.
John Bryant, né le 13 juin 1987, à Berkeley, en Californie, est un joueur américain de basket-ball. Il évolue au poste de pivot.

## Biographie
Il est nommé dans la All-Eurocup First Team de l'EuroCoupe 2012-2013. Il est également nommé MVP du championnat d'Allemagne en 2012 et 2013.